# Compassion in Exile: The Life of the 14th Dalai Lama
Compassion in Exile: The Life of the 14th Dalai Lama, of kortweg Compassion in Exile, is een documentairefilm uit 1993, geregisseerd door Mickey Lemle.

## Verhaal
De documentaire behandelt Tenzin Gyatso, de veertiende dalai lama, die noodgedwongen in ballingschap leeft in McLeod Ganj, nabij Dharamsala in India. Hij vertelt over zijn leven buiten Tibet, en de vele problemen die Tibet kent. Tevens vertelt hij over zijn geweldloze strijd voor de onafhankelijkheid van Tibet.

## Rolverdeling
| Acteur                   | Personage |
| ------------------------ | --------- |
| Tenzin Gyatso – zichzelf |           |

## Filmprijzen
Compassion in Exile behaalde verschillende prijzen en werd twee keer genomineerd voor een Emmy Award, in de categorieën beste regisseur en beste documentaire.